# 天主教拉多拉達-瓜杜阿斯教區
天主教拉多拉達-瓜杜阿斯教區（拉丁語：Dioecesis Aureatensis-Guaduensis）是哥倫比亞一個羅馬天主教教區，属于馬尼薩萊斯總教區。
教區成立於1984年3月13日，位於博亞卡省、卡爾達斯省、安蒂奧基亞省、昆迪納馬卡省四省交界，教座位於卡爾達斯省拉多拉達。2004年统计得知有教友294,000人（佔轄區總人口85.2%）、四十二個堂區、六十六名司鐸。現任教區主教為恩西·馬爾蒂內斯-巴爾加斯，榮休主教為奧斯卡·阿尼巴爾·薩拉薩爾-戈梅斯。